# Washington Omondi
Washington Ambrose Omondi – kenijski pisarz, muzyk i naukowiec, współautor Ee Mungu nguvu yetu (narodowego hymnu Kenii), profesor w dziedzinie muzykologii.
Studiował w Edynburgu i Londynie. Wykładowca na Kenyatta University (Nairobi) i Maseno University (Maseno), na pierwszej z tych uczelni był dziekanem wydziału muzycznego. Członek wielu komisji w krajowych konkursach muzycznych, autor kilku publikacji na temat muzyki kenijskiej i afrykańskiej (publikowanych głównie w latach 80. XX wieku).
Hymn Ee Mungu nguvu yetu został napisany z okazji uzyskania niepodległości przez Kenię w grudniu 1963 roku. Za jego stworzenie odpowiadała pięcioosobowa komisja pod przewodnictwem Grahama Hyslopa, w której składzie znalazł się Omondi.